# René Muñoz
Álvaro Córdoba Eduardo de Barrenechea Muñoz (l'Havana; 19 de febrer de 1938 - Ciutat de Mèxic; 11 de maig de 2000), més conegut com a René Muñoz va ser un actor i escriptor de telenovel·les i de cinema cubà. Gran part del seu treball el va realitzar a Mèxic.
És recordat per interpretar Sant Martí de Porres en dues pel·lícules: l'espanyola Fray Escoba (1961) i la mexicano-peruana Un mulato llamado Martín (1974); i per la seva interpretació protagonista a les telenovel·les mexicanes: San Martín de Porres (1964) i El cielo es para todos (1979), totes sobre la vida i miracles del mateix sant.

## Biografia
Va néixer en l'Havana, Cuba, però va començar la seva carrera a Espanya amb la pel·lícula Fray Escoba de Ramón Torrado Estrada que relata la vida de Martí de Porres. L'actor també va posar per al pintor Fausto Conti —i altres artistes del Vaticà—, perquè la seva estructura òssia era similar amb les dimensions del sant, fins i tot en els detalls del crani. Precisament per això, moltes de les medalles, quadres i estampetes de Sant Martí de Porres que circulen pel món estan preses del cos i la cara de René Muñoz. El papa Joan XXIII, en agraïment, li va obsequiar una relíquia del sant, un rosari i un anell.
Ell va fer dues pel·lícules més amb Ramón Torrado i després es va traslladar a Mèxic per a participar en Los hijos que yo soñé (1964) i la telenovel·la San Martín de Porres (1964), que ho va fer famós en aquest país. Va fer la seva última pel·lícula a Mèxic /Estats Units La producción de abejas i es va centrar en treballar en telenovel·les. El 1987 va escriure els seus primers guions per a telenovel·les com Cómo duele callar i la primera història escrita per a un públic més jove  Quinceañera (1987). Quinceañera va ser la telenovel·la de l'any, es va presentar la cantant Thalía en una de les principals funcions i va catapultar la carrera de Adela Noriega en el seu primer paper estel·lar. El 1992 va escriure el guió de De frente al sol, una telenovel·la protagonitzada per María Sorté i Angélica Aragón, una història de dues dones una indígena i l'altra de baixos recursos econòmics que lluiten per superar-se de les circumstàncies i la seva seqüela Más allá del puente. El 1986 adaptà el guió de Monte Calvario i el 1997, pel seu remake a Te sigo amando, va interpretar el paper del Pare Murillo a totes dues produccions. El 1994 va donar vida al "Padre Porres", fent referència al personatge de Fra Martí de Porres que, en els seus inicis, el llançaria a la fama.
Va morir l'11 de maig de 2000 a Ciutat de Mèxic víctima de càncer i complicacions de ronyó i esòfag als seus 62 anys, i va deixar inconclusa la seva participació i adaptació d'Abrázame muy fuerte.
Va estar enamorat de la mare de Fernando Colunga, Margarita Olivares, segons va revelar Salvador Mejía a Televisa Espectáculos.

## Trajectòria com a actor

### Cinema
- The Bees (1978)
- Un mulato llamado Martín (1974) .... Fray Martín de Porres
- Cuna de valientes (1972)
- El pocho (1970)
- Los hijos que yo soñé (1965)
- Bienvenido, padre Murray (1964)
- Cristo negro (1963)
- Fray Escoba (1961) .... Fray Martín de Porres

### Telenovel·les
- Abrázame muy fuerte (2000-2001) .... Regino
- Cuento de Navidad (1999-2000) .... Rey Baltazar
- Rosalinda (1999) .... Abuelo Florentino Rosas
- La usurpadora (1998) .... Luis Felipe Benítez "El Mojarras"
- Te sigo amando (1996-1997) .... Padre Murillo
- María la del barrio (1995-1996) .... El Veracruz
- Marimar (1994) .... Padre Porres
- Más allá del puente (1993-1994) .... Quijano
- Carrusel de las Américas (1992) .... Álvaro
- De frente al sol (1992) .... Quijano
- La pícara soñadora (1991) .... Dr. Lozano
- Mi pequeña Soledad (1990) .... Gaetano
- Cuando llega el amor (1989-1990) .... Chucho
- Rubí rebelde (1989), RCTV (Veneçuela) .... Padre Martín
- Quinceañera (1987-1988) .... Tino
- Rosa salvaje (1987-1988) .... Doctor
- Cómo duele callar (1987) .... Rufino
- Monte calvario (1986) .... Padre
- Pobre Juventud (1986-1987) .... Anselmo
- Vivir un poco (1985-1986)
- Al Salir el Sol (1980) .... "El Jarocho"
- El cielo es para todos (1979) .... Fray Martín de Porres
- Corazón salvaje (1977-1978) .... Esteban
- La venganza (1977) .... Mohamed
- Los que ayudan a Dios (1973) .... Dr. César Grajales
- San Martín de Porres (1964) .... Fray Martín de Porres

## Escriptor

### Històries originals
- Más allá del puente (1993/1994)
- De frente al sol (1992)
- Cuando llega el amor (1989/1990)
- Cómo duele callar (1987)
- Al salir el sol (1980)
- La voz de la tierra (1979)
- Canasta de cuentos mexicanos (1979)
- El silencio de una madre (1975) (A Puerto Rico)

### Adaptacions
- Abrázame muy fuerte (2000/2001) Original de Caridad Bravo Adams
- María Isabel, si tú supieras (1997/1998) Original de Yolanda Vargas Dulché
- Mi querida Isabel (1996/1997) Original de Marissa Garrido
- Te sigo amando (1996/1997) Original de Delia Fiallo
- Mi pequeña Soledad (1990) (amb Marissa Garrido) Original de Jorge Lozano Soriano
- Quinceañera (1987/1988) (amb Edmundo Báez) Original de Jorge Durán Chávez

### Remakes reescrits per altres
- Que te perdone Dios (2015) (remake d' Abrázame muy fuerte) Per Juan Carlos Alcalá, Rosa Salazar Arenas, Fermín Zúñiga i Jorge Cervantes
- Miss XV (2012) (remake de Quinceañera) Per María Eugenia Cervantes Balmori, Pedro Armando Rodríguez Montes i Mariana Palos
- Bajo las riendas del amor (2007) (remake de Cuando llega el amor) Por Katia Ramírez Estrada i Enna Márquez
- Primer amor (2000/2001) (remake de Quinceañera) Per Issa López i María Eugenia Cervantes Balmori

## Premis i nominacions
Premis TVyNovelas
| Any  | Categoria                   | Telenovel·la        | Resultat  |
| ---- | --------------------------- | ------------------- | --------- |
| 2001 | Millor història o adaptació | Abrázame muy fuerte | Guanyador |
| 1998 | Millor història o adaptació | Te sigo amando      | Nominat   |
| 1993 | Millor història o adaptació | De frente al sol    | Guanyador |
| 1988 | Millor escriptor            | Quinceañera         | Guanyador |

Medalles del Cercle d'Escriptors Cinematogràfics
| Any  | Categoria                      | Pel·lícula  | Resultat  |
| ---- | ------------------------------ | ----------- | --------- |
| 1961 | Premi especial d'interpretació | Fray Escoba | Guanyador |